# Eduard Lintz

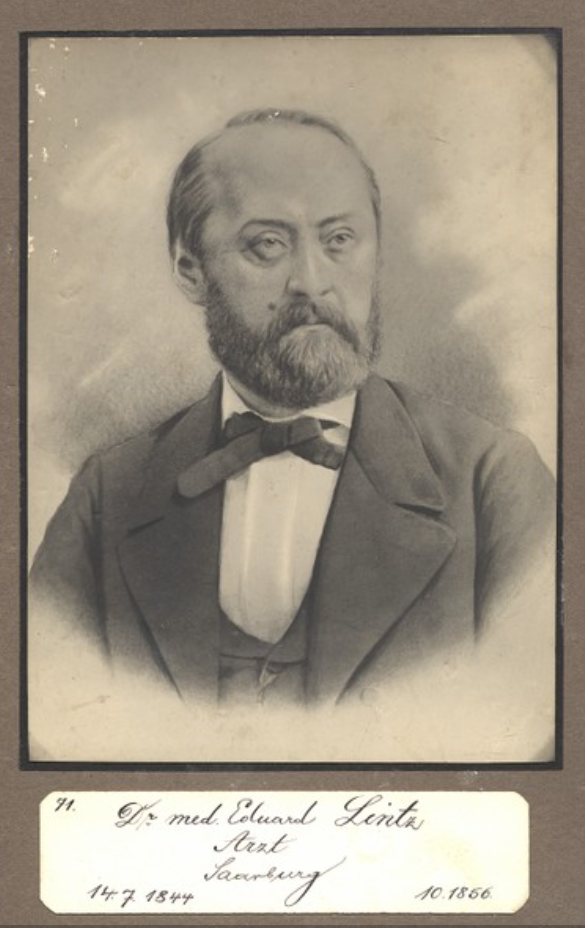
Eduard Lintz

Eduard Lintz (* 4. September 1818 in Trier; † 24. August 1878 ebenda) war ein deutscher Arzt, Journalist, Unternehmer und Politiker.

## Leben
Lintz wurde als Sohn eines Verlegers geboren und wuchs bis 1826 in seiner Geburtsstadt auf. Ab dem Frühjahr 1826 besuchte er die Schule der Herrnhuter Brüdergemeine in Neuwied und danach das königlich-preußische Gymnasium Trier. Nach dem Abitur studierte er an der Rheinischen Friedrich-Wilhelms-Universität Medizin. 1838 wurde er im Corps Palatia Bonn recipiert. Als Inaktiver wechselte er an die Ruprecht-Karls-Universität Heidelberg und die Friedrich-Wilhelms-Universität zu Berlin. 1841 wurde er in Berlin zum Dr. med. promoviert. Danach ließ er sich um 1847 als praktischer Arzt in Saarburg nieder. Als Delegierter dieser Stadt war er 1848 Mitglied des Vorparlaments der Frankfurter Nationalversammlung und 1849 Abgeordneter zum Städtetag in Köln. 1856 zog er zur Vorbereitung einer Auswanderung in die Vereinigten Staaten. Zurück in Trier, wurde er übergangsweise Redakteur der Trierischen Zeitung. Aus unbekannten Gründen nahm er dann jedoch von der Auswanderung Abstand. 1859 übernahm er die Chefredaktion dieses Nachrichtenblatts. Obwohl er bis zu seinem Tod Chefredakteur blieb, betrieb er ab 1864 zusätzlich noch einen Tabakladen und -großhandel am Trierer Kornmarkt.

## Trivia
Lintz’ Mutter war Anna Johanna Grach. Sie war Erbin und Eigentümerin des Weinguts Wawerner Herrenberg, das seit 2010 Günther Jauch gehört.